# Cladosporium lupiniphilum
Cladosporium lupiniphilum är en svampart som beskrevs av U. Braun 1998. Cladosporium lupiniphilum ingår i släktet Cladosporium och familjen Davidiellaceae.   Inga underarter finns listade i Catalogue of Life.